# Paul Hamy
Paul Hamy (nacido el 7 de enero de 1982) es un actor y modelo francés. Comenzó su carrera como modelo y trabajó para Elite Model Management. A partir de 2013, se dedicó al cine.

## Filmografía

### Cortometrajes
- 2014 : Mikado de Nicolas Peduzzi : Goran
- 2014 : Errance de Peter Dourountzis : Djé
- 2015 : La Séance de Edouard de La Poëze : Pierre-Louis Pierson
- 2015 : Huit coups de Virginie Schwartz : Axel
- 2015 : Louis de Stéphanie Doncker : Louis
- 2015 : Un regret de Thibaut Buccellato : lui
- 2017 : Martin pleure de Jonathan Vinel

### Largometrajes
- 2013: Elle s'en va de Emmanuelle Bercot: Marco
- 2015: Peur de rien de Danielle Arbid: Jean-Marc
- 2016: El ornitólogo de João Pedro Rodrigues: Fernand
- 2019: Furie de Olivier Abbou: Mickey

### Televisión
- 2014 : Borgia

Temporada 3, episodio 1 : Simon d'Auxerre

## Teatro
- 2016 : Cordelia-Requiescat de Olivier Dhénin, original de William Shakespeare en el Teatro de Belleville
- 2018 : Le Tigre bleu de l'Euphrate de Laurent Gaudé